# Macy's, Inc.
Macy's, Inc. (NYSE: M), conocida anteriormente como Federated Department Stores, Inc., es una compañía conglomeración de tiendas departamentales y propietaria de las tiendas departamentales Macy's y Bloomingdale's.  Fundada en 1929 en Columbus, Ohio,  las tiendas Macy's Inc. se especializan principalmente en indumentaria minorista, joyería, relojes, vajillas y muebles. El 1 de junio de 2007, la compañía cambió su nombre de Federated Department Stores a Macy's Inc. y cambió su símbolo del NYSE de "FD" a simplemente "M".
Macy's Inc. tiene su sede en Cincinnati, Ohio y opera más de 900 tiendas en los Estados Unidos. Las ubicaciones de la compañía Macy's generan alrededor del 90 por ciento de los ingresos, mientras que las lujosas tiendas Bloomingdale's y empresas asociadas representan el equilibrio de las actividades de la empresa.  Macy's es conocida por sus tiendas matriz, principalmente las de la ciudad de Nueva York, San Francisco, Los Ángeles, Boston, y la antigua Kaufmann's en Pittsburgh, y la ex Marshall Field's en Chicago.

## Historia

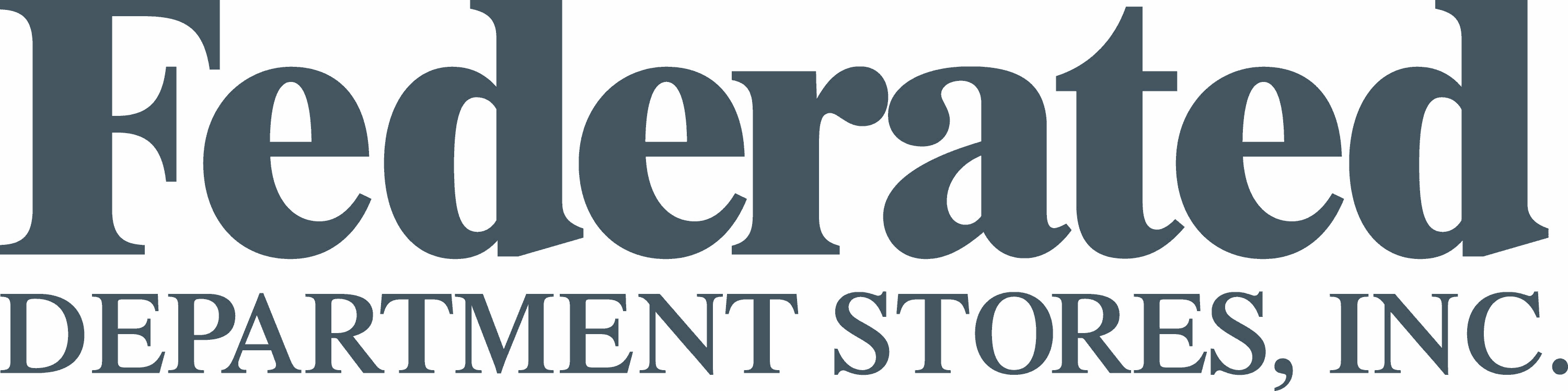
Antiguo logo corporativo de Federated Department Stores.

Macy's Inc. fue fundada como Federated Department Stores en 1929 en Columbus, Ohio.  Federated fue originalmente una compañía de conglomeración para Abraham & Straus, F&R Lazarus & Company (incluyendo sus divisiones en Cincinnati, conocidas como The John Shillito Company) y William Filene's Sons de Boston.  Los hermanos Bloomingdale se unieron a la organización en 1930. Federated movió sus oficinas corporativas a Cincinnati, Ohio, en 1945.
En las siguientes décadas, Federated se expandió nacionalmente, agregando Rike Kumler de Dayton, Ohio (y se fusionó con Shillito's en los años 1980 para convertirse en Shillito-Rike's); Burdines de Miami, Florida; Rich's de Atlanta, Georgia; Foley's de Houston, Texas; Sanger Brothers y A. Harris, ambas de Dallas, Texas (en la que se fusionó con Sanger Brothers para formar Sanger-Harris); Boston Store de Milwaukee, Wisconsin; MainStreet de Chicago, Illinois; Bullock's, de Los Ángeles; I. Magnin, de San Francisco, California; Gold Circle; y las tiendas de descuentos Richway de Worthington, Ohio. En 1982, Federated adquirió la tienda de descuento Twin Fair, Inc. con sede en Búfalo, Nueva York y se fusionó con Gold Circle.

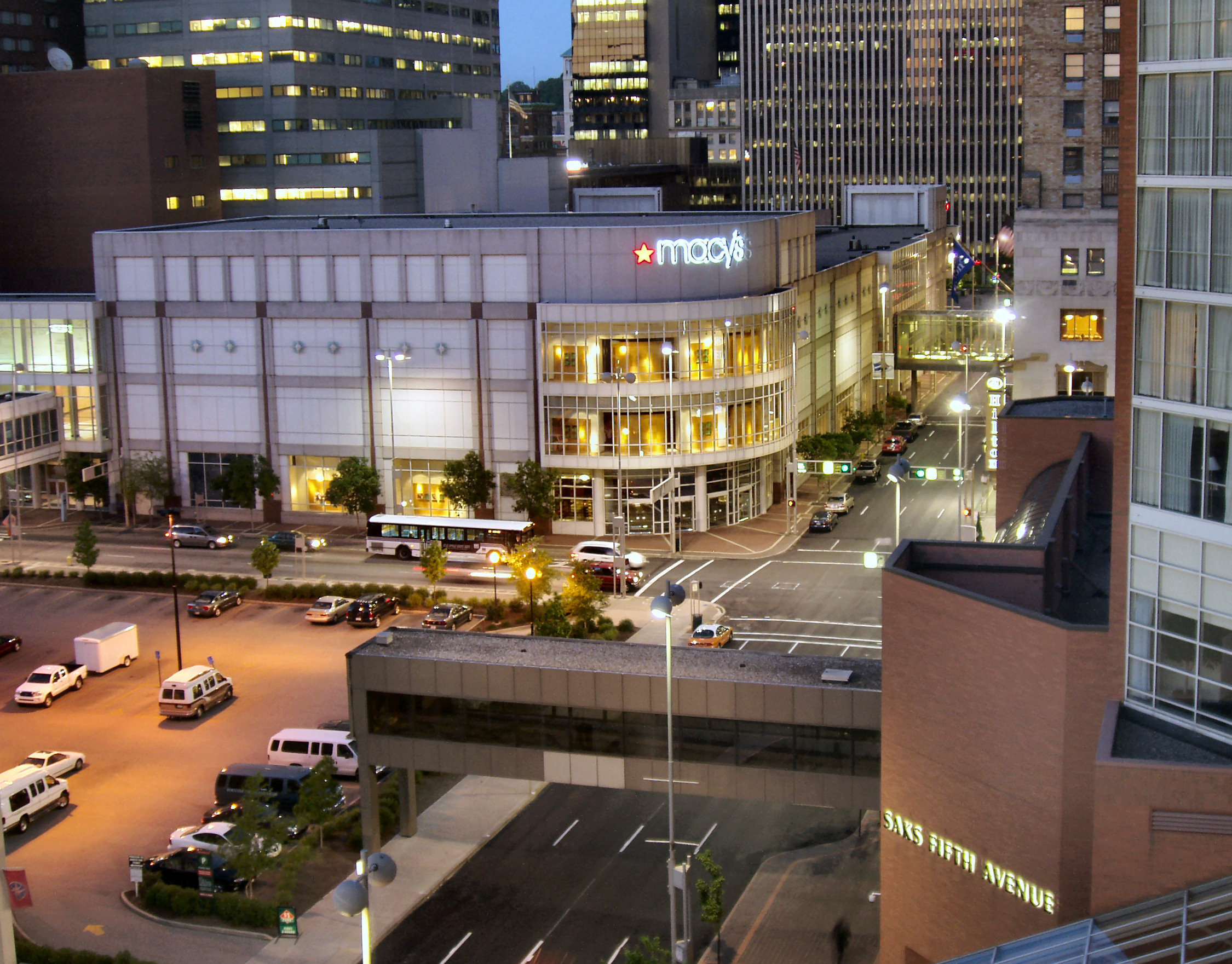
Exterior de la tienda por departamento Macy's en el centro de Cincinnati.

### Adquisición de May Department Stores
El 18 de julio de 2005, Federated Department Stores anunció que ellos adquirirían la compañía May Department Stores por $11 mil millones en efectivo y acciones.  Parte de la compra incluía también a Bridal y a las ticonsistía en David's Bridal y After Hours Formalwear.  Federated también asumió la responsabilidad de los $6 mil millones de deudas de May's, haciendo un total de $17 mil millones.  El acuerdo crearía la mayor cadena de tiendas por departamentos con más de 1000 tiendas y $ 30 mil millones en ventas anuales. Para ayudar a financiar el acuerdo, Federated acordó vender su participación conjunta en tarjeta de crédito de negocios (en la que todavía es administrado por FACS Group, una filial de Federated) y el Citigroup.  La fusión fue completada el 30 de agosto de 2005, después de una garantía se llegó a un acuerdo con los Abogados Estatales Generales de Nueva York, California, Massachusetts, Maryland y Pensilvania.

### Transición a Macy's, Inc.
El 27 de febrero de 2007, Federated anunció que su Junta de Directores le pediría a los accionistas cambiar el nombre de la compañía a Macy's Group, Inc. Para el 28 de marzo, la compañía revisó sus planes para el cambio de nombre, optando por convertirse en Macy's, Inc. Los accionistas de Federated aprobaron la propuesta revisada durante la reunión anual de la compañía durante el 18 de mayo de 2007. 
El cambio de nombre tomó efecto el 1 de junio de 2007. El razonamiento de la propuesta de cambio de nombre, de acuerdo con Terry Lundgren -el presidente de Federated, presidente y funcionario ejecutivo principal- se debe a la gran escala en las conversiones de la empresa hacia el nombre de Macy's. "Hoy, somos una empresa de marca enfocados en Macy's y Bloomingdale's, y no una federación de tiendas," Lundgren dijo a la compañía en un comunicado de prensa con respecto a la propuesta del cambio de nombre.  Hasta su cambio a Macy's Inc., el símbolo de Federated usado en la bolsa de valores de Nueva York cambió de "FD" a "M", haciendo de la nueva Macy's Inc. una de las compañías con acciones más sólidas ticker symbol.
El dominio macysinc.com atrajo al menos 3 millones de visitantes en el 2008 según una encuesta de Compete.com.

### Reducción de personal
El miércoles, 6 de febrero de 2008, Terry Lundgren anunció la estrategia de localización y el plan de la compañía de reducir su personal al despedir a 2550 personas.
En Minneapolis, 950 empleados de la sede de la división norte fueron despedidos, ya que Macy's decidió reducir sus siete tiendas regionales a sólo cuatro.  Compradores, contadores y los altos ejecutivos perdieron sus puestos de trabajo, incluyendo al Presidente de Macy's del Norte Frank Guzzetta, que eligió jubilarse. Cerca de 40 nuevos puestos de trabajo se crearon en May como parte de la reestructuración. En 2009, la empresa espera ahorrar 100 millones de dólares al año a partir de los recortes.

### Sitio oficial
- Macy's Inc. corporate website
  - History of Macy's Inc.

### Información general
- Yahoo! - Macy's Inc. Company Profile

### Información histórica
- Many Happy Returns to Lazarus WOSU-TV Documentary
- Charles Lazarus Interview Columbus Jewish Historical Society
- Former Lazarus Chairman and Federated Director Charles Lazarus Dies at Age 93 (enlace roto disponible en Internet Archive; véase el historial, la primera versión y la última)., Columbus Dispatch, May 14, 2007
- Charles Lazarus Recalled as Retail and Civic Leader (enlace roto disponible en Internet Archive; véase el historial, la primera versión y la última)., Columbus Dispatch, May 15, 2007
- Best of times: Staffers remember when work seemed like a family, Columbus Business First, December 21, 2001
- Biography of Ralph Lazarus (1914 - 1988) University of Cincinnati
- Great Living Cincinnatians: Fred Lazarus, Jr. Greater Cincinnati Chamber of Commerce

### Críticas
- FieldsFansChicago.org Marshall Field's fans blog
- Name change has hurt Macy’s (enlace roto disponible en Internet Archive; véase el historial, la primera versión y la última)., The Columbus Dispatch, June 6, 2006

- Datos: Q5479360
- Multimedia: Macy's, Inc. / Q5479360